# 閻敬銘
閻敬銘（1817年—1892年），字丹初，陝西朝邑縣（今大荔縣）人，晚清大臣，由道光進士選翰林入仕，累官戶部尚書、東閣大學士，理財有道，有「救時宰相」之稱。

## 生平
道光二十五年（1845）進士，改庶吉士，散館改戶部主事。咸豐九年（1859年）湖北巡撫胡林翼奏調赴鄂，閻總司糧台營務，累遷郎中，擢四品京堂。旋得胡疏荐，授湖北按察使。同治元年（1862年）嚴樹森繼為巡撫，亦推閻敬銘湖北賢能第一，署布政使。同年，調遷山東，先後署山東鹽運使、山東巡撫、工部右侍郎等職，參與剿太平軍、捻軍及宋景詩叛亂。1866年主持对山东黄崖教的镇压。光緒二年（1876）任山東巡撫。光緒三年（1877年）山西饑荒，奉命察視賑務。
光緒八年（1882年）擢户部尚書，查雲南軍費報銷案。光緒九年（1883年）充軍機大臣、總理各國事務衙門行走，晉協辦大學士。光緒十一年（1885年）授東閣大學士。光緒十二年（1886年）乞病罷直。光緒十五年（1889年），醇親王奕譞為慈禧太后修頤和園，閻論治以節用為本，會廷議錢法，失太后懿旨，因革職留任。翌年，上疏乞休。光緒十八年（1892年）卒，追贈太子少保，諡文介。

## 親屬
阎敬铭弟阎敬舆，字礼园，以举人官刑部郎中。
子阎迺林，曾任太常寺典薄，宣统元年（1909年）任西潼铁路公司（清末设于西安的铁道筹办机构）总理。子阎迺竹，光绪九年（1883年）二甲进士，历翰林院庶吉士、礼部主事、山西候补道、陕西商务总会总理等職。